# Mariene provincie Tropische Zuidwestelijke Atlantische Oceaan
De Mariene provincie Tropische Zuidwestelijke Atlantische Oceaan (14) (Engels: Tropical Southwestern Atlantic marine province) is een biogeografische provincie en ligt in het zuidwesten van de Atlantische Oceaan in het Marien rijk Tropische Atlantische Oceaan. De mariene provincie is vastgesteld door het World Wide Fund for Nature en The Nature Conservancy en is vernoemd naar de tropische wateren in het zuidwesten van de Atlantische Oceaan.
In het noordwesten grenst het gebied aan de mariene provincie Noordelijk Braziliaans Plat (13) en in het zuidwesten aan de mariene provincie Warme Gematigde Zuidwestelijke Atlantische Oceaan (47).

## Geografie
De mariene provincie ligt voor de oostkust van Brazilië, rond de Sint-Pieter-en-Sint-Paulusrotsen, Fernando de Noronha, Atol das Rocas en de eilandengroep Trindade en Martim Vaz.

## Biogeografie
Het gebied kent zeeleven dat houdt van tropische temperaturen.

## Mariene ecoregio's
Deze mariene provincie bestaat uit 5 mariene ecoregio's:
- Mariene ecoregio Sint-Pieter-en-Sint-Paulusrotsen (73)
- Mariene ecoregio Fernando de Noronha en Atol das Rocas (74)
- Mariene ecoregio Noordoostelijk Brazilië (75)
- Mariene ecoregio Oostelijk Brazilië (76)
- Mariene ecoregio Trindade en Martim Vaz (77)